# Szárcsa (település)
Szárcsa (szerbül Сутјеска / Sutjeska, németül Sartscha, románul Sărcia) település Szerbiában, a Vajdaságban, a Közép-bánsági körzetben, Torontálszécsány községben.
A falu két település, Szárcsa (Deutsch-Sartscha) és Szárcsatelek (Neu-Sartscha) összeolvadásával jött létre. Szárcsa a második világháború végéig német, míg Szárcsatelek román többségű település volt. A szárcsai római katolikus (német) templomot a németek kiűzése után 1960-ban felgyújtották.

## Népesség

### Demográfiai változások
| 1948 | 1953 | 1961 | 1971 | 1981 | 1991 | 2002 | 2011 |
| ---- | ---- | ---- | ---- | ---- | ---- | ---- | ---- |
| 2635 | 2678 | 2719 | 2421 | 2116 | 1976 | 1737 | 1478 |

## Neves személyek
- Itt született 1856-ban Küffer Béla képviselőházi könyvtárnok.

## Jegyzetek

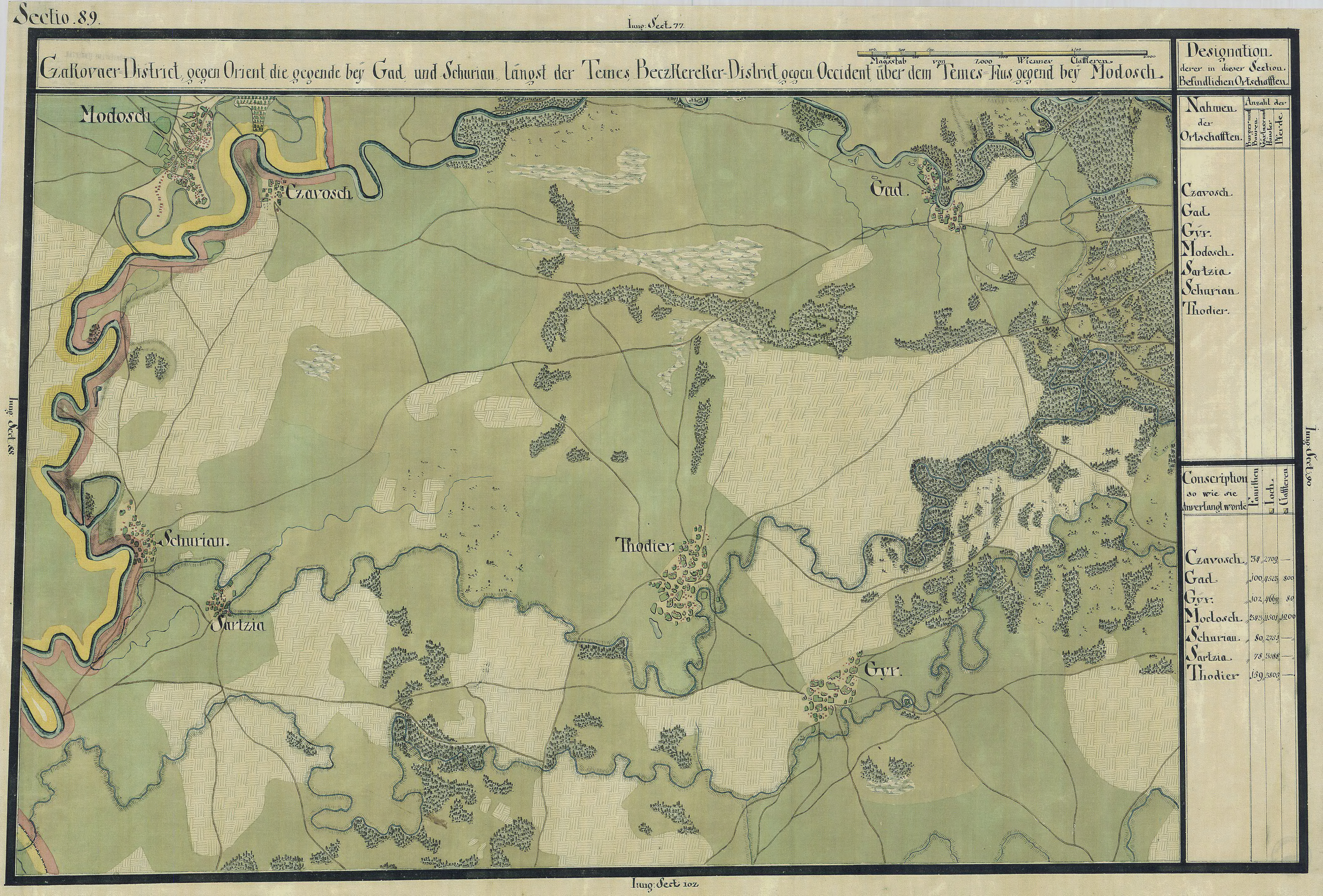
Szárcsa és Szárcsatelek egy régi térképen